# Wilhelm zur Nieden
Wilhelm zur Nieden (Fröndenberg, región del Ruhr; 29 de agosto de 1878 - Berlín, 23 de abril de 1945) fue un opositor al régimen nazi.
Era hijo del pastor evangélico Adolf Theodor Karl zur Nieden, estudió en la Universidad de Hannover. 
Desde 1927 a 1933 trabajó en Leipzig hasta el ascenso del nacionalsocialismo.
En contacto con Carl Friedrich Goerdeler participó activamente en el fracasado complot del 20 de julio de 1944. 
Fue arrestado y llevado ante el Tribunal del Pueblo donde fue juzgado y condenado a muerte por Roland Freisler. 
Fue ejecutado junto con Klaus Bonhoeffer, Rüdiger Schleicher, Wilhelm Staehle y el disidente Friedrich Justus Perels por un Sonderkommando dos semanas antes de la liberación de Berlín.